# 김동원 (1955년)
김동원(1955년 2월 24일 ~ )은 대한민국의 영화 감독이다.

## 학력
- 서강대학교 신문방송학과
- 서강대학교 대학원 신문방송학

## 생애
이장호, 정지영, 장선우에게서 감독 수업을 받은 뒤, 독립 영화계에서 활동하며 사회 고발적인 다큐멘터리 《상계동 올림픽》(1988), 《명성, 그 6일의 기록》(1997) 등을 만들어 좋은 평가를 받았다. 주요 관심사는 도시 빈민의 삶에 대한 것이었다.
2004년에는 비전향 장기수를 그린 《송환》으로 선댄스 영화제에서 표현의 자유 상을 수상했다. 다큐멘터리 집단 푸른영상 대표를 맡고 있으며, 《송환》 이후로도 《다섯 개의 시선》(2005), 태평양 전쟁 일본군 위안부를 다룬 《끝나지 않는 전쟁》(2008) 등 인권 영화에 계속 관심을 보이고 있다.

## 송환
다큐멘터리 영화 《송환》은 김동원이 1992년부터 오랜 기간 동안 촬영한 영화로, 비평가들의 호평과 함께 극장에서도 개봉되어 좋은 반응을 얻었다. 이 영화의 주인공은 서울 관악구 봉천동에 모여사는 비전향 장기수 출신 노인들이다. 감독이 지인의 부탁을 받고 1992년 봄에 조선로동당 간부 출신의 공작원인 김석형과 빈농 출신으로 남파 공작원을 실어나르다가 체포된 선박 부기관장 조창손을 봉천동으로 데려오는 장면에서부터 시작한다. 영화 촬영 중이던 2000년에 이들이 조선민주주의인민공화국으로 송환되었다.

## 수상
- 1997년 제2회 부산국제영화제 선재상
- 2004년 제29회 서울독립영화제 대상
- 2004년 제20회 선댄스영화제 표현의자유상
- 2004년 제5회 부산영화평론가협회상 심사위원특별상
- 2004년 제12회 춘사영화상 올해의 기획제작상
- 2008년 제2회 아시아태평양스크린어워드 최우수 다큐멘터리상
- 2014년 제4회 김대중노벨평화영화상

## 참고자료
- 이영진 (2003년 1월 27일). “김동원，장기수，그리고 <송환> [3] - 김동원 인터뷰”. 씨네21. 2009년 3월 12일에 확인함.[깨진 링크(과거 내용 찾기)]:
- 박성호 (2001년 1월 10일). “특별인생 푸른영상 김동원 감독의 특별전 - 1월 12일부터 다큐멘터리 운동 진수를 본다”. 오마이뉴스. 2009년 3월 12일에 확인함.